# Marathon van Eindhoven 2002
De marathon van Eindhoven 2002 vond plaats op zondag 13 oktober 2002.

## Uitslagen

### Mannen
| rang   | naam                      | land | tijd    |
| ------ | ------------------------- | ---- | ------- |
| Goud   | Willy Cheruiyot           | KEN  | 2:10.12 |
| Zilver | Grzegorz Gajdus           | POL  | 2:10.49 |
| Brons  | Rono Douglas              | KEN  | 2:10.50 |
| 4      | Vladimir Tsiamchyk        | BLR  | 2:11.38 |
| 5      | John Kipchumba            | KEN  | 2:12.59 |
| 6      | Ronny Ligneel             | BEL  | 2:13.05 |
| 7      | Dmitriy Semynov           | RUS  | 2:13.16 |
| 8      | Wilson Kigen              | KEN  | 2:13.49 |
| 9      | Mykola Antonenko          | UKR  | 2:13.51 |
| 10     | Mohamed Guennani          | FRA  | 2:14.06 |
| 11     | Gideon Chirchir           | KEN  | 2:16.37 |
| 12     | Peter Kimeli Kemei        | KEN  | 2:16.50 |
| 13     | John Ngeny Kipkosgei      | KEN  | 2:17.20 |
| 14     | Saïd Belhout              | ALG  | 2:20.59 |
| 17     | Frederick Magori Nyangeri | KEN  | 2:27.46 |
| 18     | Michel de Maat            | NED  | 2:30.16 |
| 20     | Said Kanfaoui             | MAR  | 2:33.17 |

### Vrouwen
| rang   | naam               | land | tijd    |
| ------ | ------------------ | ---- | ------- |
| Goud   | Marleen Van Reusel | BEL  | 2:54.23 |
| Zilver | Elly Zigenhorn     | NED  | 3:09.21 |
| Brons  | Marjolein Secreve  | NED  | 3:10.05 |

1959 ·
1960 ·
1982 ·
1984 ·
1986 ·
1988 ·
1990 ·
1991 ·
1992 ·
1993 ·
1994 ·
1995 ·
1996 ·
1997 ·
1998 ·
1999 ·
2000 ·
2001 ·
2002 ·
2003 ·
2004 ·
2005 ·
2006 ·
2007 ·
2008 ·
2009 ·
2010 ·
2011 ·
2012 ·
2013 ·
2014 ·
2015 ·
2016 ·
2017 ·
2018 ·
2019 ·
2020 ·
2021 ·
2022 ·
2023 ·
2024 ·
2025